# Chaenothecopsis
Genre
Chaenothecopsis est un genre de mycète de la famille des Mycocaliciaceae.

## Espèces
- Chaenothecopsis caespitosa
- Chaenothecopsis claydenii[1]
- Chaenothecopsis consociata
- Chaenothecopsis debilis
- Chaenothecopsis epithallina
- Chaenothecopsis eugenia
- Chaenothecopsis fennica
- Chaenothecopsis golubkovae[2]
- Chaenothecopsis haematopus
- Chaenothecopsis hospitans
- Chaenothecopsis nana
- Chaenothecopsis nigra
- Chaenothecopsis parasitaster
- †Chaenothecopsis proliferatus[3]
- Chaenothecopsis pusilla
- Chaenothecopsis pusiola
- Chaenothecopsis quintralis[4]
- Chaenothecopsis rubescens
- Chaenothecopsis savonica
- Chaenothecopsis subparoica
- Chaenothecopsis vainioana
- Chaenothecopsis vinosa
- Chaenothecopsis viridialba
- Chaenothecopsis viridireagens